# Bender Mountains
Die Bender Mountains sind eine kleine Gruppe von Bergen im westantarktischen Marie-Byrd-Land. Sie ragen unweit des Leverett-Gletschers unmittelbar östlich der Harold Byrd Mountains und 6 km südwestlich der Berry Peaks zwischen dem Watson Escarpment und dem südöstlichen Rand des Ross-Schelfeises auf.
Der United States Geological Survey kartierte sie anhand eigener Vermessungen und Luftaufnahmen der United States Navy aus den Jahren von 1960 bis 1963. Das Advisory Committee on Antarctic Names benannte sie nach Lieutenant Commander Leslie C. Bender Jr. (1927–2015), Flugzeugkommandant auf der McMurdo-Station von 1962 bis 1963 und von 1963 bis 1964.